# Гаджиев, Магомед Гаджиевич (археолог)
 Магоме́д Гаджи́евич Гаджи́ев (1935—2003) — советский и российский археолог-кавказовед, ведущий специалист в области первобытной археологии и древнейшей истории, доктор исторических наук, профессор, заслуженный деятель науки Республики Дагестан.

## Биография
Родился в семье педагога-историка Гаджи Хасбулатова.
В 1954 году с отличием окончил Аварское педучилище города Буйнакска и поступил учиться на исторический факультет Дагестанского госуниверситета.
Вместе с Магомедом Гаджиевичем учились Ахмед Ибрагимович Османов, Мамайхан Агларович Агларов, Мурад Ибрагимович Абакаров, которые в будущем стали учеными.
С 1961 по 1973 год являлся младшим научным сотрудником в Институте истории, языка и литературы.
С 1973 по 1980 год старший научный сотрудник в том же институте, с 1980 года являлся заведующим отделом археологии там же.
С 1988 по 2003 год Магомед Гаджиевич читал курс археологии на историческом факультете Дагпединститута, руководил учебной полевой археологической практикой студентов, а также их самостоятельной работой по археологической тематике.
В ноябре 1993 года он был избран на должность профессора кафедры истории Дагестана.

### Награды и звания
- Медаль «Ветеран труда»
- «Заслуженный деятель науки Республики Дагестан» (1993 г.)
- «Заслуженный деятель науки Российской Федерации» (1999 г.)

### Семья
- Братья: Гаджиев Хасбулат Гаджиевич и Гаджиев Али Гаджиевич.
- Сестра — Гаджиева Патимат Гаджиевна.
- Жена — Загидат.

## Научная деятельность
М. Г. Гаджиев подготовил и издал более 130 научных трудов, в том числе две монографии.
В 1970 году Магомед Гаджиевич защитил кандидатскую диссертацию.
С 1961 года Магомед Гаджиевич руководил многими археологическими экспедициями и отрядами.
Производил раскопки на памятниках энеолита, ранней и средней бронзы, а также раннего средневековья в Советском, Хунзахском, Буйнакском, Ботлихском, Унцукульском, Каякентском и Дербентском районах. В качестве руководителя Дагестано-Американской археологической экспедиции он вел раскопки на Великентском комплексе памятников.
С 1961 по 1963 год Магомед Гаджиевич руководил раскопками могильника Гинчи, где он удалось нашел самый яркий и основополагающий памятник энеолита Северо-Восточного Кавказа — поселение Гинчи.
В 60-е годы Магомед Гаджиевич возглавлял крупную Новостроечную экспедицию Института ИЯЛ.
С 1965 по 1966 год были произведены исследования археологических памятников разных эпох, среди них средневековое поселение Тад-Шоб, одноимённое поселение куро-аракской и Чиркейский курганный могильник эпохи средней бронзы.
В 1968 и 1970 года Магомед Гаджиевич в Андийской котловине изучал памятники эпохи ранней (поселение Галгалатли I, могильник Шебоха) и средней (поселение Галгалатли II, могильник Галгалатли) бронзы.
С 1971 по 1975 год Магомед Гаджиевич возглавил Горную археологическую экспедицию, где было выявлено и обследовано на Левашинском плато 15 городищ и поселений албано-сарматского и раннесредневекового времени, на двух из них (Охлинское и Нижнечуглинское городища) были произведены раскопки.
С 1977 по 1979 год Магомед Гаджиевич возглавил Прикаспийскую экспедицию.
В 1986 году Магомед Гаджиевич возглавил Горную археологическую экспедицию ИИЯЛ (в 1991 году она была преобразована в Ирганайскую новостроечную экспедицию).
В 1987 году защитил докторскую диссертацию, которая в 1991 году была им дополнена и издана в качестве монографии.
Магомед Гаджиевич помогал молодым преподавателям, аспирантам, рецензировал монографии, кандидатские и докторские диссертации, выступал на научных конференциях. Он один из авторов лекционного курса по истории Дагестана, опубликованного в 1997 году.

## Основные публикации
- Гинчинский могильник эпохи бронзы: Предварительное сообщение // Уч. зап. ИИЯЛ Даг. ФАН. 1962. Т. 10. С. 166 - 168.
- К вопросу о происхождении и эволюции культуры бронзового века Дагестана // ТД I Тез. докл. I конф. молодых ученых Дагестана. Махачкала, 1963. С. 83, 84.
- О бронзовых булавках Дагестана эпохи бронзы // С А. 1964. N4. С. 185 - 189.
- О погребальном обряде племен горного Дагестана в бронзовом веке // Уч. зап. ИИЯЛ Даг. ФАН. 1964. Т. 13. Сер. ист. С. 239 - 259.
- Новые данные о связях Дагестана с Закавказьем и Передней Азией в IV-III тысячелетиях до н.э. // МВСПИАЭИ 1964 года в СССР. Тез. докл. Баку, 1965. С. 61, 62.
- Новые данные о южных связях Дагестана в IV-III тысячелетиях до н.э. // КСИА. 1996. Вып. 108. С. 55 - 61.
- Бронзовый век // История Дагестана. Т. I. Махачкала, 1967. С. 54 - 82 (в соавт. с В. М. Котович).
- Из истории Дагестана в эпоху бронзы (Могильник Гинчи). Махачкала, 1969. 178 с.
- Раскопки памятников бронзового века в горном Дагестане // АО-1968. 1969. С. 102, 103.
- Раскопки поселения раннебронзовой эпохи в горном Дагестане // АО-1970. 1971. С. 104, 105.
- Чиркейское поселение раннебронзовой эпохи в горном Дагестане // Тез. докл. СПИПАИ в 1970 г. (арх. секции). Тбилиси, 1971. С. 46 - 48.
- Первые итоги раскопок Охлинского раннесредневекового городища // Тез. докл. СПИПАИ в 1971 г. (арх. секции). М., 1972. С. 219, 220.
- Рец.: Кушнарева К. Х., Чубинишвили Т. Н. Древние культуры Южного Кавказа Л., 1970 // СА. 1972. N 2. С. 215 - 220 (в соавт. с В. Г. Котовичем и В. М. Котович).
- Первые итоги изучения раннесредневековых бытовых памятников горного Дагестана // МСПИАЭИ в Дагестане в 1971 - 1972 гг. Тез. докл. Махачкала, 1973. С. 6 - 8 (в соавт. с: А. И. Абакаровым).
- Раскопки Охлинского городища // АО-1972. 1973. С. 116, 117 (в соавт. с А. И. Абакаровым).
- Дагестан и Юго-Восточная Чечня в эпоху средней бронзы // Древности Дагестана. Махачкала, 1974. С. 11 - 28.
- Древнее земледелие и скотоводство Горного Дагестана // Формы перехода от присваивающего хозяйства к производящему и особенности развития общественного строя. Тез. докл. конф. М., 1974. С. 55 - 58.
- Исследования в горном Дагестане // АО-1973. 1974. С. 448, 449 (в соавт. А. И. Абакаровым и Д. К. Магомедовым).
- К вопросу о происхождении и хронологии северокавказских топоров кабардино-пятигорского типа // V Крупновские чтения по археологии Кавказ. Тез. докл. Махачкала, 1975. С. 24 - 26.
- Чиркейский курганный могильник // Новейшие открытия советских археологов. Тез. докл. конф. Ч. I. Киев, 1975. С. 107, 108.
- Энеолитическая культура Дагестана // V Крупновские чтения по археологии Кавказа. Тез. докл. Махачкала, 1975. С. 18 - 22.
- К истории поселений горного Дагестана // МСПИАЭИ в Дагестане в 1973 - 1975 гг. Тез. докл. Махачкала, 1976. С. 7 - 9 (в соавт. с А. И. Абакаровым).
- Могильник Галгалатли - памятник гинчинской культуры на Северо- Восточном Кавказе // Археология Северного Кавказа: VI Крупновские чтения в Краснодаре. Тез. докл. М., 1976. С. 13, 14.
- Раскопки Нижнечуглинского городища // АО-1975. 1976. С. 117, 118 (в соавт. М. М. Маммаевым, А. И. Абакаровым).
- Ред.: Древние памятники Северо-Восточного Кавказа. Махачкала, 1977. 168 с.
- Предисловие: Древние памятники Северо-Восточного Кавказа. Махачкала, 1977. С. 3 - 5.
- Каменное антропоморфное изваяние из Экибулака // Древние памятники Северо-Восточного Кавказа. Махачкала, 1977. С. 52 - 57 (в соавт. с М. М. Маммаевым).
- Исследования Прикаспийской экспедиции // АО-1977. 1978. С. 112, ИЗ (в соавт. с М. М. Маммаевым).
- К выделению северовосточнокавказского очага каменной индустрии ранних земледельцев // Памятники эпохи бронзы и раннего железа в Дагестане. Махачкала, 1978. С. 7 - 38.
- Некоторые вопросы этнокультурного развития населения Северо- Восточного Кавказа в V-III тыс. до н.э. // VIII Крупновские чтения. Тез. докл. Нальчик, 1978. С. 26 - 28.
- Новые данные о генезисе палеометаллической культуры в Дагестане // МСПИАЭИ в Дагестане в 1976 - 1977 гг. Махачкала, 1978. С. 1 - 3.
- Северо-Восточный Кавказ и куро-аракская культура // IX Крупновские чтения. Тез. докл. Элиста, 1979. С. 6, 7.
- Древнее земледелие и скотоводство в горном Дагестане // Северный Кавказ в древности и в средние века. М., 1980. С. 7 - 14.
- Древнейшие поселения Горного Дагестана // Древние и средневековые археологические памятники Дагестана. Махачкала, 1980. С. 5 - 27.
- Изучение памятников бронзового века в Прикаспийском Дагестане // АО- 1979. 1980. С. 101.
- К периодизации куро-аракской культуры на Северо-Восточном Кавказе // X Крупновские чтения. Тез. докл. М., 1980. С. 1,2.
- Нижнечуглинское городище // Древние и средневековые археологические памятники Дагестана. Махачкала, 1980. С. 94 - 114.
- Новые данные о бронзовом веке Дагестана // МСПИАЭИ в Дагестане в 1978 - 1979 гг. Махачкала, 1980. С. 1, 2.
- Памяти Владимира Герасимовича Котовича // СА. 1980. N 4. С. 314 (в соавт. с В. И. Марковиным).
- Предисловие: Древние и средневековые археологические памятники Дагестана. Махачкала, 1980. С. 3, 4
- Керамика горного Дагестана эпохи раннего металла // Керамика древнего и средневекового Дагестана. Махачкала, 1981. С. 4 - 35.
- Предисловие: Керамика древнего и средневекового Дагестана. Махачкала, 1981. С. 3.
- К истории зодчества Дагестана // МСПИАЭИ ИИЯЛ Даг. ФАН в 1980 - 1981 гг. Тез. докл. Махачкала, 1982. С. 3, 4.
- Некоторые особенности культурного прогресса по материалам археологии Северного Кавказа // Культурный прогресс бронзы и раннего железа. Тез. докл. Всесоюз. симп., посв. 60-летию образ. СССР. Ереван, 1982. С. 9 - 11.
- О соотношении палеометаллических археологических эпох и культур на Восточном Кавказе // Конф. по археологии Сев. Кавказа. XII Крупновские чтения. Тез. докл. М., 1982. С. 12 - 14.
- Великентский склеп - памятник древней металлургии // Природа. 1983. N8. С. 116.
- Исследование раннесредневековых укрепленных поселений Горного Дагестана // Древние и средневековые поселения Дагестана. Махачкала, 1983. С. 108 - 132 (в соавт. с А. И. Абакаровым).
- О культурных и хозяйственных особенностях поселения Гинчи (Дагестан) // СА. 1983. N1. С. 130 - 143 (в соавт. с Г. Ф. Коробковой).
- Поселения Горного Дагестана эпохи ранней бронзы // Древние и средневековые поселения Дагестана. Махачкала, 1983. С. 6 - 42.
- Предисловие: Древние и средневековые поселения Дагестана. Махачкала, 1983. С. 3 - 5.
- Генезис погребальных сооружений эпохи ранней бронзы в Дагестане // XIII Крупновские чтения по археологии Северного Кавказа. Тез. докл. Махачкала, 1984. С. 18, 19.
- Горы и степи в эпоху раннего металла (по материалам археологии Северо- Восточного Кавказа) // Душетская науч. конф., посв. проблеме взаимоотношений между горными и равнинными регионами. (Аннотации). Тбилиси, 1984. С. 23 - 26.
- К изучению древних производств в Дагестане // Древние промыслы, ремесло и торговля в Дагестане. Махачкала, 1984. С. 3 - 6.
- Металл Великентской катакомбы // Древние промыслы, ремесла и торговля в Дагестане. Махачкала, 1984. С. 7 - 27 (в соавт. с С. Н. Кореневским).
- Новые материалы по погребальному обряду эпохи бронзы Дагестана // Тез. докл. НСПИАЭИ ИИЯЛ Даг. ФАН в 1982 - 1983 гг. Махачкала, 1984. С. 3, 4 (в соавт. с Р. Г. Магомедовым).
- Изучение стратиграфии прикаспийских поселений эпохи бронзы // Всесоюз. арх. конф. "Достижения советской археологии в XI пятилетке". Тез. докл. Ч. 2. Баку, 1985. С. 104, 105.
- История раннеземледельческих племен Дагестана в свете новых данных археологии // Тез. докл. науч. сессии Даг. ФАН СССР: Общ. науки. Махачкала, 1985. С. 11, 12.
- Предисловие: К изучению древних культур Северо-Восточного Кавказа // Древние культуры Северо-Восточного Кавказа. Махачкала, 1985. С. 3 - 9.
- Северо-Восточный Кавказ как географическая и этнокультурная область // Древние культуры Северо-Восточного Кавказа. Махачкала, 1985. С. 10 - 26.
- Памятники гинчинской культуры у сел. Гагатль // Древние культуры Северо- Восточного Кавказа. Махачкала, 1985. С. 81 - 100 (в соавт. с Р. Г. Магомедовым).
- К этногеографии Кавказа эпохи энеолита и ранней бронзы // XIV Крупновские чтения по археологии Северного Кавказа. Тез. докл. Орджоникидзе, 1986. С. 5, 6.
- О древней металлообработке в Дагестане // Studia praehistorica. 8. София, 1986. С. 32 - 49.
- Погребальные обряды раннеземледельческих племен Дагестана // Обряды и культы древнего и средневекового населения Дагестана. Махачкала, 1986. С. 22 - 41.
- Полевые археологические исследования ИИЯЛ Даг. ФАН в XI пятилетке // Тез. докл. НСПИАЭИ ИИЯЛ Даг. ФАН в 1984 - 1985 гг. Махачкала, 1986. С. 3, 4.
- Древние очаги металлообработки в Дагестане // КСИА. 1987. Вып. 192. С. 6 - 13.
- Культура раннеземледельческих племен Северо-Восточного Кавказа (Эпоха энеолита и ранней бронзы). Авто-реф. дис. ... докт. ист. наук. Ереван, 1987. 48 с.
- Первобытно-общинный строй и зарождение классового общества // История Дагестана. Т. I. План-проспект. Махачкала, 1987.
- Развитие культуры Дагестана в эпоху раннего металла (Вопросы периодизации) // Этнокультурные процессы в древнем Дагестане. Махачкала, 1987. С. 5 - 21.
- Северо-Восточный Кавказ в эпоху ранней бронзы // Кавказ в системе палеометаллических культур Евразии: Матер. I симп. "Кавказ и Юго-Восточная Европа в эпоху раннего металла". Телави - Сигнахи, 1983. Тбилиси, 1987. С. 62 - 68. Табл. XXII, XXIII.
- Северо-Восточный Кавказ в эпоху средней бронзы // Кавказ в системе палеометаллических культур Евразии: Матер. I симп. "Кавказ и Юго-Восточная Европа в эпоху раннего металла". Телави - Сигнахи, 1983. Тбилиси, 1987. С. 69 - 73. Табл. XXIV, XXV.
- Древнейшие земледельцы и скотоводы // История народов Северного Кавказа с древнейших времен до конца XVIII в. М., 1988. С. 35 - 44 (в соавт. с В. Г. Котовичем, P.M. Мунчаевым, В. В. Бжания).
- Земледельческо-скотоводческие племена в эпоху бронзы // История народов Северного Кавказа с древнейших времен до конца XVIII в. М., 1988. С. 45 - 65 (в соавт. с В. Г. Котовичем, В. И. Марковиным, В. М. Котович и др.).
- Камнеобработка в Дагестане в эпоху ранней бронзы // Промыслы и ремесла древнего и средневекового Дагестана. Махачкала, 1988. С. 7 - 21.
- Новое в первобытной археологии Дагестана // Тез. докл. науч. семинара "Перестройка и гуманитарные науки в Дагестане". Махачкала, 1988. С. 47 - 50.
- Новые данные о культурных связях населения степей и гор в бронзовом веке // Тез. докл. НСПИАЭИ ИИЯЛ Даг. ФАН в 1986 - 1987 гг. Махачкала, 1988. С. 3, 4 (в соавт. с Р. Г. Магомедовым).
- Становление и развитие раннеземледельческой культуры на Северо- Восточном Кавказе // XV Крупновские чтения по археологии Северного Кавказа. Тез. докл. Махачкала, 1988. С. 6 - 8.
- О жизненном и творческом пути Владимира Герасимовича Котовича // Древняя и средневековая архитектура Дагестана. Махачкала, 1989. С. 12 - 16.
- Поселения и жилища Дагестана эпохи ранней бронзы (К истории древней архитектуры) // Древняя и средневековая архитектура Дагестана. Махачкала, 1989. С. 23 - 46.
- XV Крупновские чтения // Изв. СКНЦ ВШ. 1989. N 3. (в соавт. с М. С. Гаджиевым).
- Археологические свидетельства контактов племен Доннечины с южными соседями в период средней бронзы // Проблемы исследования памятников археологии Северского Донца. Тез. докл. Луганск, 1990. С. 55 - 57 (в соавт. с А. А. Денисовой, А. Л. Нечитайло).
- Великентские катакомбы // Всесоюз. семинара "Проблемы изучения катакомбной культурно-исторической общности". Запорожье, 1990. С. 14 - 16 (в соавт. с Р. Г. Магомедовым).
- К изучению искусства ранних земледельцев Дагестана // Памятники древнего искусства Дагестана. Махачкала, 1990. С. 11 - 29.
- Об итогах охранных раскопок Ирганайского поселения I в 1988 - 1989 гг. // Тез. докл. НСПИАЭИ ИИЯЛ Даг. ФАН в 1988 - 1989 гг. Махачкала, 1990. С. 3, 4 (в соавт. с Р. Г. Магомедовым).
- Северо-Восточный Кавказ в эпоху раннего металла: Вопросы культурной преемственности) // Междисциплинарные исследования культурогенеза и этногенеза Армянского нагорья и сопредельных областей. Ереван, 1990. С. 66 - 75. Рис. 1 [на с. 282].
- Традиции древних культур Дагестана в катакомбных памятниках Украины // Тез. докл. Всесоюз. семинара "Проблемы изучения катакомбной культурно- исторической общности". Запорожье, 1990. С. 50 - 52 (в соавт. с А. Л. Нечитайло).
- XV Крупновские чтения (Махачкала, 1988) // СА. 1990. N 2. С. 274 - 278 (в соавт. с М. С. Гаджиевым).
- Горы и равнины Дагестана в эпоху раннего металла // Горы и равнины Северо-Восточного Кавказа в древности и средние века. Махачкала, 1991. С. 6 - 12.
- К проблеме связей населения Северо-Восточного Кавказа с Древним Востоком в эпоху раннего металла // IV Всесоюз. конф. востоковедов "Восток: Прошлое и будущее народов". Махачкала, 1 - 5 октября 1991 г. М., 1991. С. 44, 45.
- Об относительной хронологии этноязыковых процессов восточнокавказских народов по данным грамматических классов // Проблема происхождения нахских народов. Тез. докл. Шатой, 1991. С. 20 (в соавт. с А. Г. Магомедовым).
- Раннеземледельческая культура Северо-Восточного Кавказа: Эпоха энеолита и ранней бронзы. М., 1991. 264 с.
- Раскопки на Ирганайском могильнике // Тез. докл. НСПИАЭИ ИИЯЛ Даг. ФАН в 1990 - 1991 гг. Махачкала, 1992. С. 6 (в соавт. с Р. Г. Магомедовым).
- Рец.: Гасанов М. Р. Исторические связи Дагестана и Грузии. Махачкала, 1992 // Изв. СКНЦ ВШ. N 1 - 2. 1992. С. 92 - 94 (в соавт. с О. М. Давудовым).
- Ред.: Абакаров А. И., Давудов О. М. Археологическая карта Дагестана. М., 1993. 325 с.
- Ред.: Гмыря Л. Б. Прикаспийский Дагестан в эпоху Великого переселения народов. Махачкала, 1993. 366 с.
- О раскопках Ирганайского средневекового могильника // Тез. докл. НСПИАЭИ ИИАЭ и ИЯЛИ Даг. ФАН в 1992 - 1993 гг. Махачкала, 1994. С. 19 - 21 (в соавт. с АИ. Абакаровым, Р. Г. Магомедовым).
- Дагестанско-нахское языковое единство по данным истории систем организаций имен по грамматическим классам // Алародии (Этногенетические исследования). Махачкала, 1995. С. 66 - 81 (в соавт. с А. Г. Магомедовым).
- Исследования Дагестанско-Американской экспедиции // АО-1994. 1995. С. 158, 159 (в соавт. с Ф. Л. Колом, Р. Г. Магомедовым).
- О демографических и этногенетических процессах в Дагестане в первобытную эпоху // Алародии (Этногенетические исследования). Махачкала, 1995. С. 14 - 27.
- Особый тип керамики в характеристике взаимоотношений кавказских и степных племен // Археологiя. 1995. N 2. С. 66 - 74 (в соавт. с А. Л. Нечитайло).
- У истоков этнической истории народов Дагестана в первобытную эпоху // Возрождение. N 2. Махачкала, 1995. С. 9 - 13.
- The 1994 Excavations of the Daghestan-American Archaeological Expedition to Velikent in Southern Daghestan, Russia // Iran. 1995. V. XXXIII. P. 139 - 147 (in collab. with Ph.L. Kohl, R.G. Magomedov).
- Дагестан у порога ранней цивилизации (Исследование проблемы уровня исторического развития Дагестана в эпоху ранней бронзы) // I Междун. конгресс "Мир на Северном Кавказе через языки, образование, культуру". Тез. докл. Симпозиум I "Северокавказская цивилизация: история, культура, экономика, социология, философия". Пятигорск, 1996. С. 25 - 27.
- История Дагестана с древнейших времен до конца XV в. Махачкала, 1996. 462 с. (в соавт. с О. М. Давудовым, А. Р. Шихсаидовым).
- Новые катакомбные могильники эпохи бронзы в окрестностях сел. Великент // Актуальные проблемы археологии Северного Кавказа. XIX Крупновские чтения. Москва, апрель 1996 г. Тез. докл. М., 1996. С. 51, 52 (в соавт. Ф. Л. Колом, Р. Г. Магомедовым).
- Об относительной хронологии этноязыковых процессов восточнокавказских народов по данным грамматических классов // Проблемы происхождения нахских народов. Матер. науч. конф., состоявшейся в Шатое 1992 г. Махачкала, 1996. С. 44 - 61 (в соавт. с А. Г. Магомедовым).
- О радиоуглеродных датах для памятников бронзового века Дагестана // Актуальные проблемы археологии Северного Кавказа. XIX Крупновские чтения. Москва, апрель 1996 г. Тез. докл. М., 1996. С. 49, 50 (в соавт. с Ф. Л. Колом, Р. Г. Магомедовым).
- О соотношении археологических культур эпохи средней бронзы Прикаспийского Дагестана // Новые исследования дагестанских историков. Матер. науч. конф., посв, итогам науч.-исслед. деятельности ИИАЭ ДНЦ РАН за 1990 - 1995 гг. Махачкала, 1996. С. 8, 9.
- Северо-Восточный Кавказ на пути к ранней цивилизации // Между Азией и Европой. Кавказ в IV-I тыс. до н.э. Матер. конф., посв. 100-летию со дня рожд. А. А. Иессена. СПб., 1996. С. 37 - 39.
- Дагестан на стыке культур эпохи палеометалла Кавказа и Юго-Восточной Европы // Археология Кавказа: Новейшие открытия и перспективы. Краткие содержания докл. междунар. науч. сессии. Тбилиси, 1997. С. 61, 62.
- Исследования международной Дагестанско-Американской экспедиции на поселении Великент II (1994 - 1995 гг.) // Археология Кавказа: Новейшие открытия и перспективы. Краткие содержания докл. междунар. науч. сессии. Тбилиси, 1997. С. 62 - 66 (в соавт. с Ф. Л. Колом, Р. Г. Магомедовым).
- История Дагестана с древнейших времен до наших дней. Махачкала, 1997. 497 с. (в соавт. с М. Ш. Шигабудиновым, А. А. Магомедовым, М. Р. Гасановым и др.).
- Проблема происхождения народов Дагестана в свете новых исследований // Современное состояние и перспективы развития исторической науки Дагестана и Северного Кавказа. Тез. докл. науч. конф. Махачкала, 1997. С. 16 - 18.
- Dagestan at the junction of cultures of the Paleometal period in the Caucasus and south-eastern Europe // Archaeology of Caucasus: New discoveries and perspectives. International Scientific Session: Abstracts of Papers. Tbilisi, 1997. P. 25, 26.
- Studies of the Velikent II Settlement Site by an international Dagestan-American Expedition (1994 - 1995) // Archaeology of Caucasus: New discoveries and perspectives. International Scientific Session: Abstracts of Papers. Tbilisi, 1997. P. 28 - 31 (in collab. with Ph.L. Kohl, R.G. Magomedov).
- The 1995 Daghestan-Ameripan Velikent Expedition: Excavations in Daghestan, Russia // Eurasia Antiqua. B. 3. Berlin, 1997. S. 181 - 222 (in collab. with Ph.L. Kohl, R.G. Magomedov, D. Stronach).
- Великентский могильник - раскопки 1997 г. // Археологическая конференция Кавказа - I: Краткие содержания докл. Тбилиси, 1998. С. 68 - 70 (в соавт. с Р. Г. Магомедовым, Ш. М. Гаджиевым, Г. Гогочури, Ф. Л. Колом).
- Изучение жилой архитектуры и других бытовых сооружений на поселении Великент II // XX Юбилейные Междунар. Крупновские чтения по археологии Северного Кавказа. Тез. докл. Железноводск, 1998 г. Ставрополь, 1998. С. 30, 31 (в соавт. с Ф. Л. Колом, Р. Г. Магомедовым, Д. Л. Петерсоном, М. Ф. Хэйнч).
- Исследование Великентского могильника I // XX Юбилейные Междунар. Крупновские чтения по археологии Северного Кавказа. Тез. докл. Железноводск, 1998 г. Ставрополь, 1998. С. 28 - 30 (в соавт. с Ш. М. Гаджиевым, Ф. Л. Колом, Р. Г. Магомедовым).
- Исследования на поселении Великент II в 1997 г. // Археологическая конференция Кавказа - I: Краткие содержания докл. Тбилиси, 1998. С. 70 - 72 (в соавт. Р. Г. Магомедовым, Ф. Л. Колом, М. Ф. Хейнч и др.).
- Итоги полевых археологических исследований в Прикаспийском Дагестане в 1997 г. // Тез. докл. Всеросс. науч. -практ. конф. "Интеграция фундаментальной науки и высшего образования (Состояние и перспективы)". Самара, 1998. С. 59 - 61 (в соавт. с Ф. Л. Колом, Р. Г. Магомедовым).
- Ред.: Магомедов Р. Г. Гинчинская культура: Горы Дагестана и Чечни в эпоху средней бронзы. Махачкала, 1998. 378 с.
- Северо-Восточный Кавказ на заре бронзового века (Феномен прерванной цивилизации) // Вестник ДНЦ РАН. 1998. N 1.С. 98 - 104.
- Северо-Восточный Кавказ: От мезолита до бронзового века // Древности Северного Кавказа. Сб. статей, посв. 75-летию В. И. Марковина. Махачкала, 1998. С. 38 - 60.
- Археологическая карта "Каменный век. Энеолит. Бронзовый век" // Атлас Республики Дагестан / Под. ред. Акаева Б. А. М., 1999. С. 62.
- Великент II - памятник формирующейся цивилизации раннебронзового века // Достижения и современные проблемы развития науки в Дагестане: ТД Межд. науч. конф., посвящ. 275-летию РАН. 21 - 25 мая 1999 г. (Гуманит. и общ. науки). Махачкала, 1999. С. 21 - 23.
- Дагестан на пути к ранней цивилизации (Новое в древнейшей истории и археологии Северо-Восточного Кавказа) // Кавказ и Древний Восток. Сб. статей, посв. 70-летию Р. М. Мунчаева. Махачкала, 1999. С. 70 - 86.
- Исследования в Великенте // АО-1997. 1999. С. 163, 164 (в соавт. с Ф. Л. Колом, Р. Г. Магомедовым).
- Исследования Дагестанско-Американской археологической экспедиции в 1998 г. // Археологическая конференция Кавказа - П. Кавказ и степной мир в древности и средневековье. Матер. междунар. науч. конф. Махачкала, 1999. С. 27, 28 (в соавт. с Ф. Л. Колом, Р. Г. Магомедовым, Ш. М. Гаджиевым).
- Связи Кавказа со степями Восточной Евразии в IV-III тысячелетиях до н.э. // Комплексные общества Центральной Евразии в III-I тыс. до н.э.: Региональные особенности в свете универсальных моделей. Матер. к междунар. конф. 25 авг. - 2 сент. 1999 г. Челябинск, Аркаим, 1999. С. 88 (в соавт. с Ф. Л. Колом, Р. Г. Магомедовым).
- Северо-Восточный Кавказ и степи в эпоху раннего металла // Археологическая конференция Кавказа - II. Кавказ и степной мир в древности и средневековье. Матер. междунар. науч. конф. Махачкала, 1999. С. 14 - 17.
- Исследования поселения Великент II в 1999 г. // Кавказ и степной мир в древности и средние века. Матер. междунар. науч. конф. Махачкала, 2000. С. 133 - 154 (в соавт. с Ш. М. Гаджиевым).
- Раскопки в Великенте // АО-1998. 2000. С. 183, 184 (в соавт. с Ф. Л. Колом, Р. Г. Магомедовым).
- Северный Дагестан на стыке культур эпохи палеометалла Кавказа и Юго- Восточной Европы // Кавказ и степной мир в древности и средние века. Матер. междунар. науч. конф. Махачкала, 2000. С. 64 - 72.
- Daghestan-American Archaeological Investigations in Daghestan, Russia 1997 - 99 // Eurasia Antiqua. B.6. Berlin, 2000. S. 47 - 123 (in collab. with Ph.L. Kohl, R.G. Magomedov, D. Stronach, Sh.M. Gadzhiev).
- Between the Steppe and the Sown: Cultural Developments on the Caspian Littoral Plain of Southern Daghestan, Russia, C. 3600 - 1900 BC // Late Exploitation of the Eurasian Steppe. V.I. Cambridge, 2000. P. 141 - 148 (in collab. with Ph.L. Kohl, R.G. Magomedov).
- Итоги выполнения объединенного проекта "Полевые археологические исследования в Прикаспийском Дагестане" и "Археологические раскопки в Дербенте" ФЦП "Интеграция" в 1997 - 2000 гг. // Некоторые вопросы истории народов Дагестана. Махачкала, 2001. С. 80 - 92 (в соавт. с М. С. Гаджиевым).
- Работы в Великенте // АО-2000. 2001. С. 123 - 125 (в соавт. Ш. М. Гаджиевым).
- Новые археологические исследования в Великенте // XXII Крупновские чтения по археологии Северного Кавказа. Тез. докл. Ессентуки, Кисловодск, 2002. С. 27 - 29 (в соавт. с Ш. М. Гаджиевым).
- Connections between the Caucasus and the West Eurasian Steppes during the 3rd Millennium // Complex Societies of Central Eurasia from the 3rd to the 1st Millennium BC. Regional Specifics in Light of Global Models / Eds K. Jones-Bley, D.G. Zdanovich. V. II JIES. Monograph Series. N 46.Washington D.C., 2002. P. 518 - 546 (in collab. with Ph.L. Kohl, R.G. Magomedov).